# Schmiegkugel
Die Schmiegkugel, oder Schmiegekugel oder in älterer Literatur Schmiegungskugel, ist im mathematischen Teilgebiet der Differentialgeometrie eine Kugel, die sich einer regulären Kurve im dreidimensionalen Anschauungsraum in einem gegebenen Kurvenpunkt bestmöglich anschmiegt. Es handelt sich um die Verallgemeinerung des Krümmungskreises oder Schmiegkreises einer ebenen Kurve auf Raumkurven.

## Definitionen
Es sei {\displaystyle c:[a,b]\rightarrow \mathbb {R} ^{3}} eine Frenet-Kurve und {\displaystyle s_{0}} sei ein Punkt aus dem Inneren des Definitionsintervalls {\displaystyle [a,b]}. Man sagt, eine Kugel mit Mittelpunkt {\displaystyle m\in \mathbb {R} ^{3}} und Radius {\displaystyle r>0} schmiege sich der Kurve an der Stelle {\displaystyle s_{0}} bzw. in {\displaystyle c(s_{0})} optimal an, wenn die Funktion
{\displaystyle s\mapsto \langle m-c(s),m-c(s)\rangle -r^{2}}
und möglichst viele ihrer Ableitungen {\displaystyle s_{0}} verschwinden, wobei {\displaystyle \langle \cdot ,\cdot \rangle } das Skalarprodukt im {\displaystyle \mathbb {R} ^{3}} bezeichnet. Verschwinden die ersten {\displaystyle n} Ableitungen, was entsprechende Differenzierbarkeitsvoraussetzungen an {\displaystyle c} erfordert, so sagt man, die Kugel berühre {\displaystyle c} im Punkt {\displaystyle c(s_{0})} in {\displaystyle n}-ter Ordnung.
Es sei weiter {\displaystyle s\mapsto (e_{1}(s),e_{2}(s),e_{3}(s))} das begleitende Frenet-Dreibein und {\displaystyle \kappa (s)} und {\displaystyle \tau (s)} seien Krümmung beziehungsweise Torsion der Kurve {\displaystyle c}.

## Eindeutige Existenz der Schmiegkugel

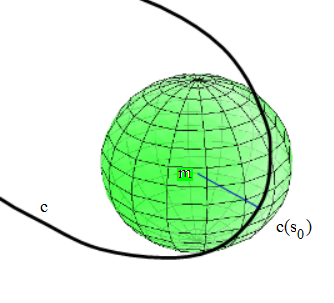
Die Schmiegkugel berührt die Kurve in dritter Ordnung.

Die Frenet-Kurve {\displaystyle c:[a,b]\rightarrow \mathbb {R} ^{3}} habe im Punkt {\displaystyle s_{0}} eine von 0 verschiedene Krümmung und Torsion. Dann gibt es genau eine Kugel, die die Kurve im Punkt {\displaystyle c(s_{0})} in dritter Ordnung berührt und mit obigen Bezeichnungen gelten für Mittelpunkt und Radius folgende Formeln:
{\displaystyle m=c(s_{0})+{\frac {1}{\kappa (s_{0})}}e_{2}(s_{0})-{\frac {\kappa '(s_{0})}{\tau (s_{0})\kappa (s_{0})^{2}}}e_{3}(s_{0})}
{\displaystyle r={\sqrt {{\frac {1}{\kappa (s_{0})^{2}}}+\left({\frac {\kappa '(s_{0})}{\tau (s_{0})\kappa (s_{0})^{2}}}\right)^{2}}}}
Da {\displaystyle r^{2}=\langle m-c(s),m-c(s)\rangle } und da das Frenet-Dreibein ein Orthonormalsystem ist, ergibt sich die Radiusformel direkt aus der Mittelpunktsformel.
Man beachte, dass {\displaystyle e_{1}} in dieser Formel nicht vorkommt, das heißt der Mittelpunkt der Schmiegkugel liegt stets in der Normalebene, das ist die zum Tangentenvektor orthogonale Ebene durch den Kurvenpunkt {\displaystyle c(s_{0})}.

## Sphärische Kurven
Frenet-Kurven mit nicht-verschwindender Torsion, deren Bild in einer festen Kugeloberfläche liegt, zeichnen sich dadurch aus, dass ihre Schmiegkugeln in jedem Punkt mit dieser festen Kugel übereinstimmen, solche Kurven nennt man sphärisch. Insbesondere ist der Mittelpunkt
{\displaystyle m(s)=c(s)+{\frac {1}{\kappa (s)}}e_{2}(s)-{\frac {\kappa '(s)}{\tau (s)\kappa (s)^{2}}}e_{3}(s)}
konstant. Es muss also {\displaystyle m'(s)=(0,0,0)} gelten. Wertet man diese Bedingung unter Hinzuziehung der frenetschen Formeln aus, so erhält man:
Das Bild einer viermal differenzierbaren Frenet-Kurve mit nicht-verschwindender Torsion liegt genau dann in einer festen Kugeloberfläche, wenn Krümmung {\displaystyle \kappa } und Torsion {\displaystyle \tau } der folgenden Differentialgleichung genügen:
{\displaystyle {\frac {\tau }{\kappa }}=\left({\frac {\kappa '}{\tau \kappa ^{2}}}\right)'}.
Für Kurven mit verschwindender Torsion kann eine solche Charakterisierung natürlich nicht gelten, Beispiele für solche Kurven sind in einer Kugeloberfläche enthaltene Kreise, denn diese haben als ebene Kurven die Torsion 0.
Schon wegen des Hauptsatzes der Kurventheorie können Krümmung und Torsion für sphärische Kurven nicht unabhängig sein. Da es sich um differentielle Größen handelt, muss man eine Beziehung in Form einer Differentialgleichung zwischen ihnen erwarten. Man beachte, dass die oben angegebene Differentialgleichung eine Überprüfung der sphärischen Eigenschaft erlaubt, ohne die Kugel dazu ermitteln zu müssen.